# Бернарделли Р-018
Bernardelli P-018 — самозарядный пистолет, разработанный итальянской компанией Vincenzo Bernardelli в 1984 году и выполненный полностью из стали.
P-018 построен по традиционной схеме с коротким ходом ствола и запиранием перекосом ствола в вертикальной плоскости. Перекос ствола (поднятие и снижение его казённой части) осуществляется при взаимодействии фигурного выреза в приливе под стволом с осью затворной задержки. УСМ пистолета — двойного действия, предохранитель расположен слева на рамке. Прицельные приспособления сменные, установлены в пазы на затворе типа «ласточкин хвост». Магазин двухрядный, его защелка расположена в основании спусковой скобы. Автоматика пистолета работает за счет отдачи затвора при его коротком ходе. Запирание ствола осуществляется по схеме Браунинга. На рукоятке выполнено кольцо для пистолетного ремня. Работает по схеме отката сцепленного затвора с запирающим устройством в виде выступов. Имеет мушку и квадратный целик, с помощью ключа Аллена можно регулировать с поправкой на ветер.
Бернарделли Р-018 — это пистолет с самовзводным ударно-спусковым механизмом. Стандартная версия стреляет патронами Парабеллум калибра 9 мм, есть версия, стреляющая патронами Люгер калибра 7,65 мм.